# Bractwo Kurkowe w Rawiczu
Bractwo Kurkowe w Rawiczu – stowarzyszenie historycznych strzelców kurkowych, utworzone w 1642 r. jako paramilitarna organizacja do obrony miasta. Obecnie stowarzyszenie prowadzące działalność o charakterze społecznym, rekreacyjnym, patriotycznym i charytatywnym. Co roku organizuje tradycyjny turniej strzelecki o tytuł króla kurkowego.

## Powstanie Bractwa
„Bractwo Strzeleckie Rawicza jest tak stare, jak samo miasto”, zapisano w kronice miasta oraz w aktach Bractwa Strzeleckiego w Rawiczu, które istniały jeszcze w XIX w. Na podstawie analizy treści dokumentów archiwalnych z początków miasta Rawicza, można stwierdzić, że rawickie bractwo strzeleckie, tradycyjnie i historycznie zwane też bractwem kurkowym, powstawało równolegle wraz z tworzeniem się grodu.
Powstanie miasta było związane z masową migracją w czasie wojny trzydziestoletniej, która trwała od 1618 do 1648 r. na ziemiach czeskich, śląskich i cesarstwa niemieckiego. W tym czasie w okolicach wsi Sierakowo, leżącej w dobrach Adama Olbrachta z Przymy Przyjemskiego, zabrakło już miejsca dla nowych uchodźców z ogarniętego pożogą wojenną Śląska. Aby dać szansę osiedlania się kolejnym falom uchodźców, hrabia Przyjemski, dziedzic Sierakowa zwrócił się do króla Władysława IV o zgodę na utworzenie nowego miasta i nadanie mu prawa magdeburskiego.
Wydanie przywileju lokacyjnego nastąpiło 24 marca 1638 r., co jest uważane za dzień narodzin Rawicza. Edykt królewski, podpisany przez Władysława IV, króla Polski i ratyfikowany przez wszystkich senatorów sejmu walnego, sporządzony został na pergaminie w języku łacińskim i zszyty sznurem jedwabnym, którego końce przechodzą przez wielką pieczęć królewską w żelaznej kapsule. Część wstępna edyktu napisana jest złotymi literami, zaś w dalszej treści znajduje się akapit dotyczący stowarzyszeń i bractwa strzeleckiego: „Ponadto wszystkie bractwa, stowarzyszenia i cechy, następnie i zwyczaje na wzór innych większych miast w tymże mieście mające być ustanowione w pełni akceptujemy. Również bractwo strzeleckie, tak jak zostało ono ustanowione przez dziedzicznego właściciela tego miasta, i dlatego też uznajemy i potwierdzamy wszystkie wolności, prawa i przywileje tegoż bractwa, tak jak zostały im one przyznane przez dziedzicznego właściciela na wieczność”.
Rok później, 26 kwietnia 1639 r., Adam Olbracht z Przymy Przyjemski na zamku w Osiecznej podpisał dokument pański, zawierający spis praw i obowiązków dla mieszkańców Rawicza. W dokumencie właściciel Rawicza zawarł fragment dotyczący bractwa: „Ponadto zwalniam z kosztów bractwo lub towarzystwo strzeleckie dla członków młodej drużyny, wraz z prawem i uprawnieniami do uprawiania takich ćwiczeń strzeleckich według wzoru innych miast; które to stowarzyszenie lub bractwo, podpisując prawa i wolności, przyrzekam i zobowiązuję się potem zwolnić od pewnych opłat pieniężnych, które należą do mnie jako dziedzicznego pana i do moich potomków”.
Związek strzelecki, zwany Bractwem Kurkowym w Rawiczu, działał od początków miasta. W kronice miejskiej oraz w aktach bractwa strzeleckiego, jakie istniały jeszcze w XIX wieku, kronikarz i bracki dziejopis zanotowali, że „Bractwo Strzeleckie Rawicza jest tak stare, jak samo miasto”. Ponieważ mieszkańcy Rawicza w większości pochodzili z sąsiednich miast śląskich, gdzie stowarzyszenia strzeleckie od dawna istniały, szybko połączyli się, aby w nowym domu, założyć paramilitarny związek. Było to tym bardziej konieczne w Rawiczu, ponieważ wojna wciąż szalała w pobliżu, więc obszar ten był narażony na ataki band rabusiów, tak że obywatele musieli zachowywać czujność i stawać do obrony.
Wraz z końcem wojny i nadejściem spokojniejszych czasów, w mieście ukształtowała się gmina i można było myśleć o opracowywaniu statutów. 8 sierpnia 1642 r. Adam Olbracht Przyjemski zatwierdził pierwszy statut Bractwa Kurkowego, spisany w języku niemieckim oraz nadał bractwu działkę o długości 380 łokci i szerokości 77 łokci pomiędzy bramami Wrocławską a Szymanowską na kierunku najczęściej spodziewanych najazdów, z postanowieniem o zwolnieniu jej z wszelkich podatków i potwierdził to nadanie przywilejem napisanym po łacinie. I ten dzień został uznany za moment powstania stowarzyszenia.

## Siedziba Bractwa – Strzelnica
Przez cały okres Rzeczypospolitej szlacheckiej, wszyscy dziedzice popierali działalność Bractwa i potwierdzali nadane przez założyciela miasta przywileje. Statut był zatwierdzony kolejno przez królów: Jana III Sobieskiego w 1676 r., Augusta II w 1713 r., Augusta III w 1758 r. i Stanisława Poniatowskiego w 1780 r.
Wszystkie strzelania brackie odbywały się na przekazanym przez dziedzica placu, gdzie został postawiony budynek brackiej siedziby. Była to drewniana hala, przed którą stała strzelnica – prosta wiata z desek. Budowle z drewna były odbudowywane po kolejnych klęskach, jakie spadały na miasto – zarówno po „potopie” szwedzkim w 1660 r.; po pożarze w 1701 r. i po doszczętnym spaleniu miasta 18 lipca 1707 r. przez wojska rosyjskie. Odnowione też były na polecenie Rady Miasta przed wizytą starosty bobrujskiego w 1713 r. Jeszcze w 1797 r. pieczęć Bractwa Strzeleckiego nadal przedstawiała tę drewnianą chatę na pierwszym planie, po prawej stronie, między liśćmi dębu, po lewej stronie po przekątnej czerwoną tarczę z sercem, przed nią czaszkę ze krzyżowymi kośćmi, a nad nią wschodzące słońce, natomiast pod całością widniało motto bractwa: „Czyńmy dobrze, aż osiągniemy zamierzony cel.”
Do XVII wieku bracia strzelali z łuków i kuszy, a cel zgodnie ze średniowiecznym zwyczajem stanowił żywy lub wycięty z deski kogut przywiązany do wysokiej żerdzi. Broń palna spowodowała zastąpienie koguta ręcznie zdobioną tarczą, która była okrągła, albo prostokątna z lekko zaokrągloną górą. Z wprowadzeniem broni palnej wiązało się ustalenie odpowiedniej odległości. Oś strzelecka miała 250 łokci, czyli ok. 150 m.
Pod koniec XVIII w. zanikał obronny charakter bractwa strzeleckiego, jednak bracia nadal kultywowali dawne tradycje strzeleckie, przy okazji propagując pozytywne wzorce wychowawcze oraz rozwijali różne formy życia towarzyskiego.
Budowę murowanej strzelnicy rozpoczęto w 1792 r., kładąc uroczyście kamień węgielny pod budowę.

## Bractwo Kurkowe w czasie zaboru pruskiego
W roku 1793, w wyniku drugiego rozbioru Polski, Wielkopolska wraz z terenem ziemi rawickiej znalazła się pod pruskim panowaniem. Ludność polska reprezentowana przez burmistrza miasta musiała złożyć hołd oraz przysięgę na wierność monarsze pruskiemu, co dokonało się w krótkim czasie po zajęciu ziem przez wojsko pruskie w lutym 1793 r. Potem władze pruskie nie utrudniały działalności Bractwu.
Działalność Bractwa została nagle zahamowana przez pożar miasta, który wybuchł 29 kwietnia 1801 roku i pochłonął połowę Rawicza wraz ze zborem ewangelickim i szkołą. Ocalałą w pożarze strzelnicę Bractwo oddało do dyspozycji miasta i dlatego Bractwo Strzeleckie w Rawiczu nie funkcjonowało w latach 1801–1817.
Działalność stowarzyszenia została reaktywowana w 1817 r. Bractwo w petycji do rządu stwierdziło: „Obywatel z chęcią i przyjemnością uczy się posługiwać karabinem, dzięki czemu w razie potrzeby staje się obrońcą ojczyzny i w ten sposób oczywiście pracuje na rzecz obrony terytorialnej”.
W roku 1820, po 28 latach od rozpoczęcia budowy, ukończono murowaną strzelnicę.
Po roku 1830 działalność Bractwa stawała się intensywniejsza. Wiązało się to ze wzrostem gospodarczym po okresie zapaści spowodowanej wojnami napoleońskimi. Działalność stowarzyszenia została dostosowana do ustroju prawno-administracyjnego Prus, które specjalną uchwałą dla Braci Gildii Strzeleckiej z 31 maja 1836 r. regulowały funkcjonowanie Bractwa w ramach państwa pruskiego.
W okresie Wiosny Ludów w latach 1848–1849 hasła rewolucyjne, z uwagi na przewagę żywiołu niemieckiego w Rawiczu, nie znalazły oddźwięku, a opowiedzenie się Bractwa po stronie władz pruskich zostało docenione przez króla Fryderyka Wilhelma IV w postaci nadania Bractwu sztandaru.

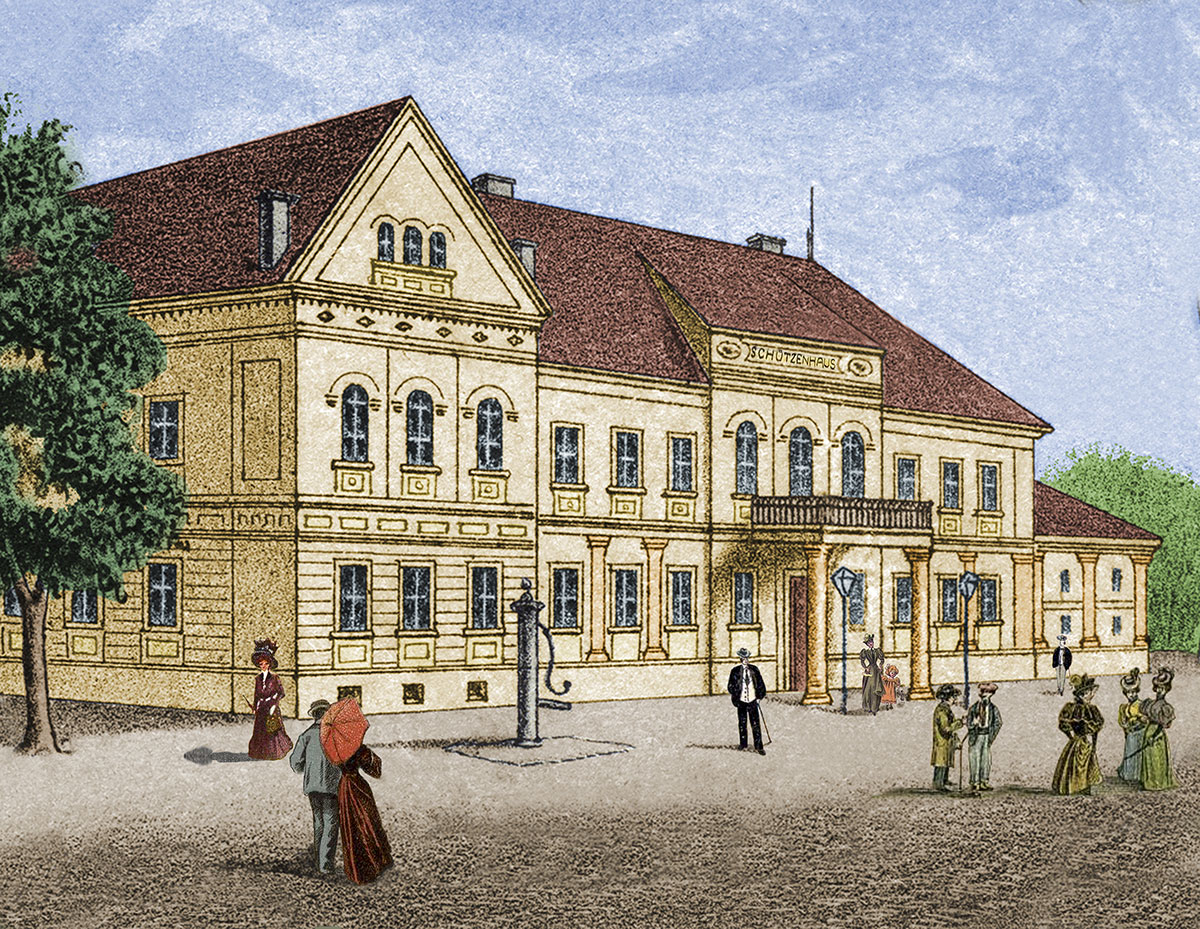
Strzelnica, najwcześniejszy widok gmachu głównego od frontu wraz z północnym skrzydłem, litografia z 1880 r.

Bractwo rozwijało swą działalność co wymusiło rozbudowę starego budynku. Budowę sfinansowało Bractwo z własnych środków oraz z kredytu hipotecznego. W 1858 r. ukończono budowę północnego skrzydła, w którym powstała duża sala, oddana do użytku 10 października 1859 r.
Doniosłym wydarzeniem dla miasta była powiatowa wystawa przemysłu i rzemiosła. Zorganizowali ją w 1888 r. członkowie Bractwa na terenie Strzelnicy dla ogółu ludności. Rawicka wystawa cieszyła się tak dużą popularnością, że była ona inspiracją do zorganizowania w 1895 r. Prowincjonalnej Wystawy Przemysłowej w Poznaniu, a w roku 1900 urządzono w Rawiczu kolejną powiatową wystawę przemysłu i rzemiosła.
1 sierpnia 1892 r. Bractwo Strzeleckie w Rawiczu wyjątkowo uroczyście obchodziło jubileusz 250-lecia istnienia. Z tej okazji zorganizowano wielki i niepowtarzalny korowód przez miasto. Pochód składający się z czterech części odzwierciedlał cztery epoki z historii Rawicza. Od czasów sprzed założenia miasta przez okres I Rzeczypospolitej, przez burzliwe czasy przełomu XVIII i XIX w., aż do końca XIX w.
W latach siedemdziesiątych XIX w. w ogrodzie zwanym później Parkiem Brackim zbudowano muszlę koncertową. W 1888 r. w związku z organizowaną przez Bractwo wystawą przemysłu i rzemiosła, specjalnie na tę okazję zbudowano kolumnadę naprzeciwko muszli koncertowej. Przy kolejnej wystawie, w roku 1900 powstała oszklona kolumnada.
Pod koniec lat osiemdziesiątych XIX w. w Parku wybudowano fontannę, a w następnych latach Bractwo zakupiło tereny leżące na północ i stykające się przez planty z brackim parkiem. Plac nazywany „Ptasią łąką” Bractwo wydzierżawiało na ogródki, ale urządzało w nich imprezy rodzinne. Dzięki kolejnemu powiększeniu terenów Bractwa na południe powstała możliwość przeniesienia stanowisk strzelniczych, dotąd biegnących na osi wschód-zachód przez środek parku. Tory strzeleckie zostały przeniesione na tyły wiaty i kolumnady. Tak utworzona strzelnica kulowa z osiami o długości 150 m została otoczona ceglanymi murami.
Wraz z upiększaniem parku pod koniec XIX w. czynione były starania o przebudowę gmachu Strzelnicy. Duża sala nie wystarczała już na potrzeby Bractwa. W końcu zdecydowano się na postawienie nowego budynku. Jednak koszty budowy były zbyt wysokie na własne środki Bractwa i zwrócono się do rządu pruskiego, który zapewnił znaczną pomoc finansową. Jednocześnie władze miejskie zobowiązały się do wniesienia wkładu na pokrycie reszty kosztów. Zaprojektowana Strzelnica rozmachem i wielkością ustępowała jedynie krakowskiemu Celestatowi.

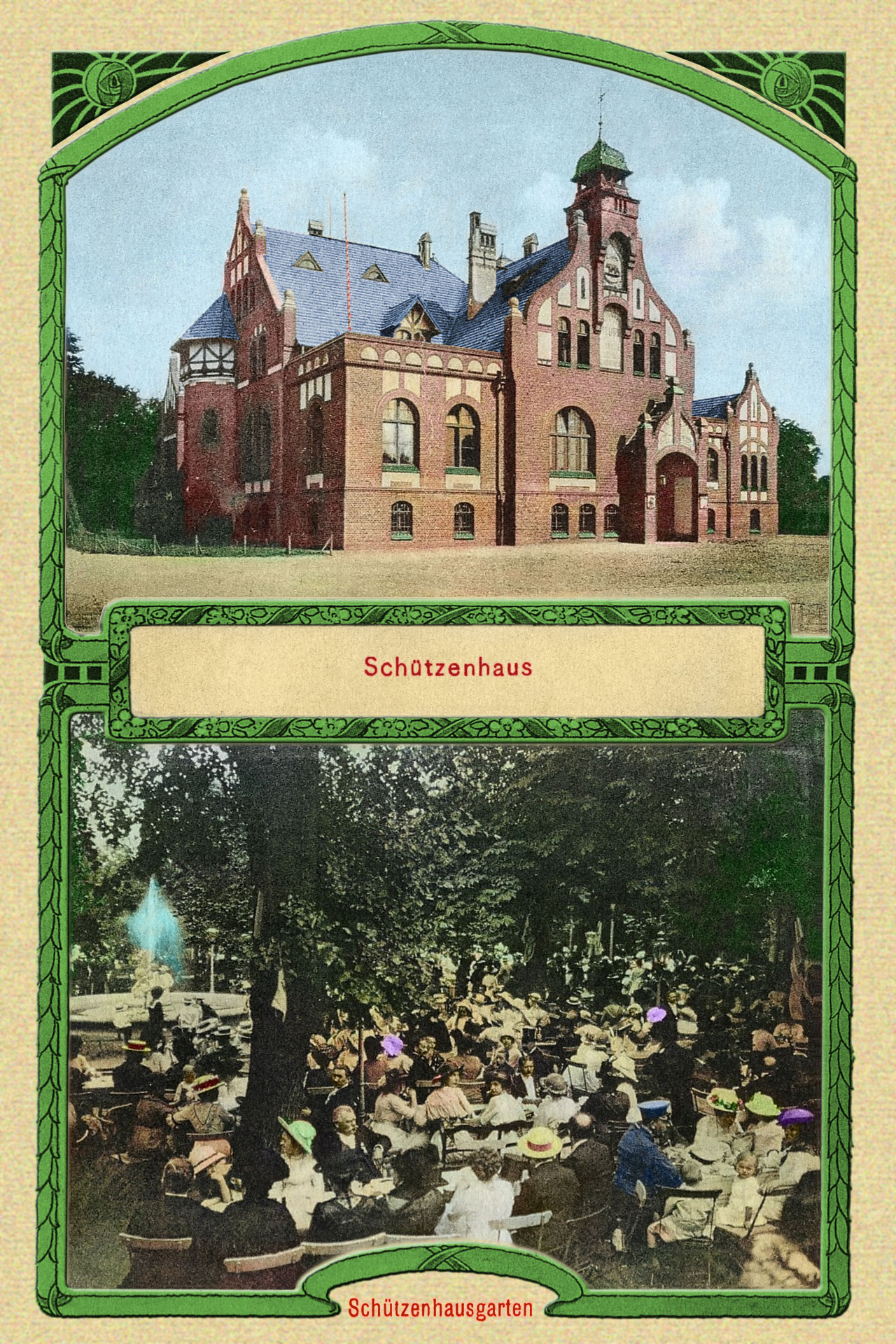
Strzelnica i park strzelecki na widokówce z 1903 r.

7 kwietnia 1902 r. rozpoczęto rozbiórkę starej strzelnicy, zaś 30 czerwca wmurowano kamień węgielny pod nowy dom strzelecki. W ciągu roku wybudowano podpiwniczony, gmach reprezentacyjny o powierzchni użytkowej 2870 m² z dwiema salami: dużą z okazałą sceną i balkonem dla orkiestry oraz mniejszą salą, ze względu na piękne, kolorowe witraże w oknach z motywami i emblematami strzeleckimi, zwaną Salą Witrażową. Na parterze umiejscowiono bracką restaurację. W południowym skrzydle budynku Strzelnicy znajdowały się stanowiska strzeleckie, skąd strzelcy oddawali strzały przez uchylane okna, bez konieczności wychodzenia na otwartą przestrzeń.
Bractwo liczyło w 1899 r. – 157, w 1902 r. – 150, w 1908 r. – 170 członków.

## Bractwo Kurkowe w czasie dwudziestolecia międzywojennego
Na mocy postanowień traktatu wersalskiego z 28 czerwca 1919 r., Rawicz powrócił do Macierzy. W dniu 17 stycznia 1920 r. wojsko polskie wkroczyło do miasta i wraz z nim przybyły polskie władze administracyjne. Wydarzenia te, tak doniosłe dla polskiego społeczeństwa, wpłynęły też na funkcjonowanie Bractwa Strzeleckiego.
Organizacja składała się w większości z Niemców, a Polacy stanowili w niej zdecydowaną mniejszość. 12 lipca 1920 r. wojewoda poznański wydał okólnik o unarodowieniu i unormowaniu działalności wszystkich bractw strzeleckich na terenie Wielkopolski oraz Pomorza w Rzeczypospolitej Polskiej. Zebranie inaugurujące działalność polskiego stowarzyszenia strzelców w Rawiczu odbyło się 16 października 1920 r. w budynku Strzelnicy. 18 maja 1921 r. odbyło się pierwsze walne zebranie, rozpoczynające działalność polskiego Bractwa, opartą na nowo opracowanym statucie. Powrócono do dawnych tradycji i przeprowadzono w Rawiczu pierwsze w Odrodzonej Polsce uroczyste strzelanie o godność króla kurkowego. Nazwa „Bractwo Strzeleckie”, była używana do 2 kwietnia 1928 r., kiedy to na walnym zebraniu przywrócono nazwę Bractwo Kurkowe w Rawiczu, nawiązując do historycznych tradycji bractw w Polsce.

## Bractwo Kurkowe w czasie II wojny światowej
Prężna działalność rawickiego Bractwa została przerwana z wybuchem II wojny światowej. Budynek strzelnicy został zajęty przez hitlerowców. W czasie wojny wykorzystywano go jako restaurację i reprezentacyjną salę zebrań. Ruchomy majątek Bractwa wraz z dokumentami został zniszczony i rozgrabiony. Wielu członków organizacji narodowości polskiej zostało wysiedlonych do Generalnej Guberni, wielu przebywało w obozach koncentracyjnych, więzieniach i łagrach, skąd już nie powrócili.
Jeszcze w 1942 r. strzelcy niemieccy strzelali o tytuł króla kurkowego. Na zdjęciu wykonanym 2 sierpnia 1942 r. po zawodach o tytuł króla kurkowego, ostatni raz widać łańcuch królewski, których dwa napierśniki ufundowali Adam Olbracht Przyjemski w 1642 r. i Władysław Przyjemski w 1698 r.

## Bractwo Kurkowe w PRL
Po wyzwoleniu spod okupacji niemieckiej, Strzelnica od 22 stycznia 1945 r. przez następne pół roku zajmowana była przez wojskową komendę Armii Czerwonej.
Po zakończeniu II wojny światowej przedwojenni członkowie Bractwa Kurkowego 29 maja 1945 r., zorganizowali zebranie w prywatnym lokalu i Bractwo Kurkowe w Rawiczu wznowiło swą działalność. W spotkaniu uczestniczyło osiemnastu przedwojennych członków Bractwa. Wybrano tymczasowy zarząd, który poczynił starania w Ministerstwie Przemysłu i Skarbu o zarejestrowanie Bractwa.
Ówczesne władze miejskie nie były zainteresowane odzyskaniem przez Bractwo dawnej świetności i organizacja nie mogła ubiegać się o pomoc materialną. Do końca 1947 r. członkowie Bractwa odremontowali wnętrze splądrowanej strzelnicy i naprawili dach budynku. Mimo wkładu finansowego członków i zasobów gotówkowych z kasy brackiej, wobec braku pomocy materialnej ze strony władz miejskich, członkowie Bractwa w 1947 r. byli zmuszeni do dwukrotnego zaciągnięcia pod zastaw pożyczek w banku.
Brak odpowiednich warunków społecznych i politycznych dla rozwoju stowarzyszeń powodował także, że Bractwo nie zrzeszało już w swoich szeregach tak wielu strzelców, jak dawniej. W czerwcu 1948 roku należało do Bractwa 56 członków.
W 1949 r. działalność stowarzyszenia z przyczyn politycznych została zawieszona przez Wojewódzką Radę Narodową w Poznaniu. Nieruchomości i majątek Bractwa przejęło Starostwo Powiatu Rawickiego. 16 lipca podpisano umowę najmu Strzelnicy wraz z inwentarzem i ogrodem na cele kulturalne. Umowa obowiązywała od 1 czerwca, a przejęcie całego majątku Bractwa przez Powiatowy Związek Samorządowy w Rawiczu nastąpiło 2 czerwca 1949 r. Umowa obejmowała okres dwunastu lat, w czasie których najemca miał uiszczać czynsz w wysokości symbolicznego jednego złotego rocznie. Po upływie dwunastu lat umowa najmu obowiązywała na czas nieograniczony. O tym, że władze PRL, reprezentowane w terenie przez administrację powiatową, nie zamierzały pozwalać na dalszą działalność stowarzyszenia świadczy fakt, że nie wywiązały się z tej umowy i nie przekazały nawet jednej symbolicznej złotówki, zapisanej w umowie dzierżawnej.

## Reaktywacja Bractwa Kurkowego w III RP
Choć po roku 1949 działalność stowarzyszenia wygasła, to bogata tradycja zachowała się w pamięci rawiczan o czym może świadczyć to, że Koło Ligi Obrony Kraju przy Rawickiej Spółdzielni Mieszkaniowej organizowało w latach 1979–1990 turnieje strzeleckie pod nazwą „Król Kurkowy”. Wprawdzie na zawodach były wystawiane na wzór przedwojenny malowane ozdobne tarcze drewniane, to jednak imprezy organizowane raz do roku miały charakter jedynie sentymentalny.
Na fali przemian ustrojowych na początku lat dziewięćdziesiątych XX wieku, w atmosferze sprzyjającej powrotom do dawnych tradycji, Towarzystwo Przyjaciół Rawicza zainicjowało proces reaktywowania Bractwa Kurkowego, bo silnie zakorzeniona przez wieki w pamięci rawiczan idea strzelectwa obywatelskiego nie uległa zapomnieniu. 30 kwietnia 1991 r., odbyło się zebranie, na którym postanowiono wskrzesić najstarszą organizację Rawicza. Pierwsze walne zebranie Bractwa odbyło się 20 lutego 1992 r. w miesiąc po zarejestrowaniu stowarzyszenia. Na zebraniu przyjęto nowy statut i wyłoniono władze.
Jeszcze w trakcie sądowej rejestracji stowarzyszenia, delegaci z Rawicza 8 listopada 1991 r. wzięli udział w pierwszym powojennym, a szóstym z rzędu Kongresie Zjednoczenia w Poznaniu. Stanowili jedną z dwunastu delegacji, które na Kongresie odtwarzały dawne struktury Zjednoczenia. Na tym Kongresie pierwszym powojennym Królem Zjednoczenia KBS RP został Roman Rybacki z Rawicza.
3 października 1992 r. bracia zorganizowali obchody 350-rocznicy powstania rawickiego Bractwa Kurkowego, jako ogólnopolską imprezę Zjednoczenia Bractw Kurkowych RP. W trakcie uroczystości Bractwo ufundowało sobie nowy sztandar.
Dzięki propagowaniu dawnych tradycji, Bractwo zostało dwukrotnie zaprezentowane na antenie ogólnopolskiej telewizji: w lipcu 1994 r. wystąpiło w programie „Przystanek dwójki”, a w 1996 r. w programie „Swojskie klimaty”.
Dla uczczenia 5-lecia wznowienia działalności 13 i 27 kwietnia 1996 r. Bractwo wraz z Wielkopolskim Towarzystwem Kulturalnym w Poznaniu i Urzędem Gminy w Rawiczu zorganizowało dwuczęściowe seminarium zatytułowane „Zadania samorządów lokalnych w zaspokajaniu potrzeb kulturalnych mieszkańców”. Towarzyszyła temu wystawa pamiątek zorganizowana w salach rawickiego muzeum.
Zarząd Bractwa Kurkowego w Rawiczu 8 kwietnia 1999 r. utworzył Młodzieżową Drużynę Strzelecką, która osiąga wiele sukcesów na krajowych zawodach strzeleckich młodzieży.
Wraz z reaktywacją rawickiego Bractwa władze miasta w 1992 r. przekazały zdewastowany teren po części nieużytkowanej od lat 50. strzelnicy, na którym członkowie bractwa odbudowali tory strzeleckie na 50 m. W ten sposób powstała tzw. strzelnica letnia. Ponadto Zarząd Miasta w umowie użyczył pomieszczenia piwniczne w budynku Strzelnicy. Jednak faktycznie Bractwo nigdy z tych pomieszczeń nie korzystało.
Od 18 czerwca 2003 r. siedziba Bractwa Kurkowego w Rawiczu jest jednocześnie siedzibą Okręgu Leszczyńskiego Zjednoczenia KBS RP.
W 2003 r. Roman Rybacki kolejny raz popisał się najcelniejszym trafieniem, tym razem na 14. Europejskich Spotkaniach Strzelców Historycznych w austriackiej miejscowości Vöcklabruck. Na turnieju, rozegranym w dniach od 29 do 31 sierpnia 2003 roku, jako pierwszy Polak w historii zdobył tytuł Króla Kurkowego Europy EGS.
W 2009 r. Dom Kultury, główny zarządca gminnego mienia, w skład którego wchodzi budynek Strzelnicy wraz z parkiem, przekazał pozostałą część historycznej strzelnicy kulowej w zamian za formalną rezygnację Bractwa z pomieszczeń piwnicznych. I w ten sposób dosłownie i w przenośni Bractwo Kurkowe wróciło na „stare śmieci”. Odzyskane historyczne stanowiska strzeleckie z odbudowanymi przez Bractwo osiami na 50 m obecnie tworzą tzw. strzelnicę zimową i wraz przebudowaną salką stanowią skromną, w porównaniu do całego pierwotnego brackiego majątku, siedzibę stowarzyszenia.
Od roku 2003 w sieci funkcjonuje strona internetowa, na której umieszczane są informacje z bieżącej działalności rawickiego Bractwa i Okręgu Leszczyńskiego.
Z okazji 380. rocznicy Bractwo Kurkowe wydało monografię, w której zostały zawarte wszystkie znane materiały z historii stowarzyszenia.